# Vedische Mathematik (Rechenmethoden)
Unter vedischer Mathematik versteht man Rechenregeln, welche von Bharati Krishna Tirthaji (1884–1960) zwischen 1911 und 1918 angeblich aus dem Veda herausgearbeitet wurden. Sie wurden 1965 posthum veröffentlicht und sollen auf einem verloren gegangenen Anhang des Atharvaveda beruhen. Die Rückführbarkeit auf den Veda wurde jedoch von Anfang an bestritten und Tirthaji konnte niemals Belege für seine Behauptung anführen. Diese Art des Rechnens basiert auf 16 Regeln. Sie weist Ähnlichkeiten mit der Trachtenberg-Schnellrechenmethode auf, da sie einige arithmetische Rechnungen beschleunigt.
Kritiker zweifeln nicht nur den Begriff „vedisch“ an, sondern meinen auch, diese Regeln verdienten nicht die Bezeichnung „Mathematik“. Sie weisen darauf hin, dass es keine Sutras der vedischen Periode gebe, die mit diesen Regeln übereinstimmen.
Befürworter heben die Schnelligkeit hervor, mit der Rechnungen ausgeführt werden können. Sie könnten erheblich effizienter eingesetzt werden als die Rechenregeln, die allgemein in der Grundschule vermittelt werden. Ein Vorteil sei zum Beispiel, dass man das kleine Einmaleins nur bis 5 beherrschen müsse, um alle Zahlen multiplizieren zu können.
Tirthaji war von 1925 bis zu seinem Tod der Abt (Sankaracharya) des Klosters Govardhana matha in Puri.
Es gibt auch genuine, aus dem vedischen Schrifttum überlieferte Mathematik, siehe Sulbasutras.

## Die Sutras
1. Eins mehr als der davor
2. Alle von 9 und die letzte von 10
3. Vertikal und kreuzweise
4. Stelle um und wende an
5. Wenn die Kombination dieselbe ist, ist es Null
6. Ist das eine das Verhältnis, ist das andere Null
7. Bei Addition und bei Subtraktion
8. Bei der Vervollständigung oder Unvervollständigung
9. Unterschiedliches Differential- und Integralrechnen
10. Bei Unvollständigkeit
11. Spezifisch und allgemein
12. Die Verbliebene zur letzten Stelle
13. Das Letzte und zweimal der Vorletzte
14. Einer weniger als der davor
15. Das Produkt der Summe
16. Alle Multiplikatoren[1]

## Die Sub-Sutras
1. Proportionalität
2. Die Verbleibende bleibt konstant
3. Die Erste zur Ersten und die Letzte zur Letzten
4. Der Multiplikant von 7 ist 143
5. Bei Berührung
6. Ziehe die Differenz ab
7. Was immer der Abstand ist, vergrößere den Abstand ein weiteres Mal und stelle das Quadrat des Abstandes her
8. Summiere das Letzte mit 10
9. Nur die Letzten
10. Die Summe des Produkts
11. Alternativ mit Ausschluss und Beibehaltung
12. Bei bloßer Beobachtung
13. Das Produkt der Summe ist die Summe des Produkts
14. Mit dem Symbol

## Anwendung

### Subtraktion

#### Subtraktion von beliebigen Zahlen von einer Zehnerpotenz
Das zweite Sutra „Alle von 9 und die letzte von 10“ hilft, beliebige Zahlen von einer natürlichen Zehnerpotenz zu subtrahieren. Dazu bildet man für jede Ziffer die Differenz zu 9 und für die letzte Ziffer die Differenz zu 10.
Beispiel: {\displaystyle 10.000-4.856\rightarrow 9-4|9-8|9-5|10-6=5.144}

#### Subtraktion beliebiger Zahlen durch Ergänzung
Leichter lassen sich Zahlen voneinander abziehen (subtrahieren), wenn man beide um den gleichen Betrag erhöht oder verringert.
Beispiel: durch Erhöhen um 3 erhält man eine glatte Zahl beim Subtrahenden und kann das Ergebnis leicht ablesen.
{\displaystyle {\begin{array}{rrrrl}664\\-147\\\hline ?\\\end{array}}} {\displaystyle {\begin{array}{rrrrl}667&(+3)\\-150&(+3)\\\hline 517\\\end{array}}}

### Multiplikation zweistelliger Zahlen

#### Sonderfall: erste Ziffern gleich, letzte Ziffern addiert ergeben 10
Mit der vedischen Regel „Einer mehr als der davor“ lassen sich leicht zweistellige Zahlen multiplizieren, bei denen die ersten Ziffern gleich sind und die letzten Ziffern addiert 10 ergeben. Dabei ergibt die erste Ziffer der Zahlen multipliziert mit ihrem Nachfolger die vorderen Ziffern des Ergebnisses. Die zweiten Ziffern der beiden Zahlen miteinander multipliziert ergeben die hinteren Ziffern des Ergebnisses.
Beispiel: {\displaystyle 32\cdot 38=1216}
vordere Ziffern: {\displaystyle 3\cdot (3+1)=12}
hintere Ziffern: {\displaystyle 2\cdot 8=16}

#### Quadrieren von Zahlen mit Endziffer 5
Das Quadrieren von Zahlen mit der Endziffer 5 ist ein Sonderfall der vorherigen Regel, da diese in dem Fall auch mit dreistelligen Zahlen (und mehr) anwendbar ist.
Beispiel: {\displaystyle 125\cdot 125\rightarrow 12\cdot (12+1)|25=15625}
Die eigentliche und einfache Methode beim Quadrieren mit Endziffer 5
Beispiel: 35² (35 mal 35)
Man schreibt die Zahl in zwei Teile                               {\displaystyle {\begin{array}{rrrrl}3&&|&&5\\\end{array}}}
Der rechte Teil ist immer 25 (5 mal 5)                            {\displaystyle {\begin{array}{rrrrl}&&|&&25\\\end{array}}}
Die links stehende Zahl wird um 1 erhöht (3+1=4)
und man erhält einen MULTIPLIKATOR (4)
diesen multipliziert man mit der links stehenden Zahl
4 mal 3 = 12 und man erhält das Ergebnis                  {\displaystyle {\begin{array}{rrrrl}12&&|&&25\\\end{array}}}
1225
oder 75²  ->  vorn 7 mal (7+1)  = 56, hinten 25  -> 5625
wenn man jetzt noch das Multiplizieren zweistelliger Zahlen beherrscht ist auch 735² kein Problem!

#### Multiplikation beliebiger zweistelliger Zahlen
Beliebige zweistellige Zahlen können mit der vedischen Regel „vertikal und kreuzweise“ multipliziert werden. Dazu werden die Zahlen untereinander geschrieben und dann die Ziffern vertikal multipliziert und kreuzweise multipliziert und addiert. Dabei können Überträge entstehen, wenn Zwischenergebnisse (die nur eine Ziffer repräsentieren) Werte größer als 9 annehmen.
Beispiel: {\displaystyle \textstyle 56\cdot 23=1288}
{\displaystyle {\begin{array}{rrrl}5&&6&\\\cdot \downarrow &\searrow \!\!\!\!\!\!\nearrow &\cdot \downarrow &\\2&&3&\\\hline 10&\mathbf {2} 7&\mathbf {1} 8&(27=5\cdot 3+2\cdot 6)\\10&\mathbf {2} 8&8&(28=27+1\;(\mathrm {{\ddot {U}}bertrag} ))\\12&8&8&(12=10+2\;(\mathrm {{\ddot {U}}bertrag} ))\\\end{array}}}
Erklärung: Das Ergebnis besteht aus drei Teilen: {\displaystyle \textstyle 5\cdot 2=10,\;5\cdot 3+2\cdot 6=27,\;6\cdot 3=18}. Diese drei Zahlen stehen nebeneinander. Anschließend folgt das Auflösen der Überträge von rechts nach links. Die 18 hat den Übertrag 1, der zur 27 addiert wird. Die entstandene 28 hat dann den Übertrag 2 (die Zehnerstelle), der zur nebenstehenden 10 addiert wird. Daraus entsteht das Ergebnis 1288.
Weitere Beispiele: {\displaystyle \textstyle 23\cdot 18=414}
{\displaystyle {\begin{array}{rrrl}2&&3&\\\cdot \downarrow &\searrow \!\!\!\!\!\!\nearrow &\cdot \downarrow &\\1&&8&\\\hline 2&\mathbf {1} 9&\mathbf {2} 4&(19=2\cdot 8+1\cdot 3)\\2&\mathbf {2} 1&4&(21=19+2\;(\mathrm {{\ddot {U}}bertrag} ))\\4&1&4&(4=2+2\;(\mathrm {{\ddot {U}}bertrag} ))\\\end{array}}}
Das Beispiel von oben 735²
{\displaystyle \textstyle 73\cdot 74=}
{\displaystyle {\begin{array}{rrrl}7&&3&\\\cdot \downarrow &\searrow \!\!\!\!\!\!\nearrow &\cdot \downarrow &\\7&&4&\\\hline 49&\mathbf {4} 9&\mathbf {1} 2&(49=7\cdot 4+7\cdot 3)\\49&\mathbf {5} 0&2&(50=49+1\;(\mathrm {{\ddot {U}}bertrag} ))\\54&0&2&(54=49+5\;(\mathrm {{\ddot {U}}bertrag} ))\\\end{array}}}
{\displaystyle \textstyle 5402}
73 mal 74  und die 25 -> 540225
735² = 540225
Für das Quadrieren beliebiger, mehrstelliger Zahlen beliebiger Größe  gibt auch spezielle Methoden.

### Multiplikation von Zahlen, die nahe an einer Zehnerpotenz liegen
→ Siehe auch: Vedische Multiplikation
Ebenfalls nach der vedischen Regel „vertikal und kreuzweise“ lassen sich Zahlen multiplizieren, die knapp über oder unter einer Zehnerpotenz liegen. Die allgemein ausgedrückte Formel für alle Fälle lautet x*y = (x+(y-10^n))*10^n+(x-10^n)(y-10^n), jedoch wird das Verfahren im Folgenden noch verständlicher erklärt.

#### 1. Fall: Beide Zahlen liegen knapp unter einer Zehnerpotenz
Zunächst schreibt man die beiden Zahlen untereinander und daneben die Differenz zur nächsten Zehnerpotenz (Zehnerpotenz minus Zahl). Die Differenzen werden dann kreuzweise von den Zahlen subtrahiert. Anschließend werden die Differenzen miteinander multipliziert. Das Ergebnis setzt sich aus diesen beiden Teilergebnissen zusammen, wobei aus dem ersten Ergebnis bei mehr als drei Stellen ein Übertrag gebildet werden muss.
Beispiel: {\displaystyle 998\cdot 889=887222}
{\displaystyle {\begin{array}{rrr}998&&2\\&\nearrow \!\!\!\!\!\!\searrow &\cdot \downarrow \\889&&111\\\hline (998-111=889-2=)887&&222\\\end{array}}}

#### 2. Fall: Beide Zahlen liegen knapp über einer Zehnerpotenz
Ähnlich wie im 1. Fall werden die Zahlen untereinander geschrieben und daneben die Differenz zur nächsten Zehnerpotenz, jedoch wieder mit positivem Vorzeichen (also Zahl minus Zehnerpotenz). Die Differenzen werden nun kreuzweise zu den Zahlen addiert und die Differenzen miteinander multipliziert. Das Ergebnis setzt sich wieder aus den beiden Teilergebnissen zusammen.
Beispiel: {\displaystyle 105\cdot 102=10710}
{\displaystyle {\begin{array}{rrr}105&&5\\&\nearrow \!\!\!\!\!\!\searrow &\cdot \downarrow \\102&&2\\\hline (105+2=102+5=)107&&10\\\end{array}}}
Alternativ kann man auch genau wie im 1. Fall vorgehen, muss dann jedoch mit negativen Differenzen rechnen.
{\displaystyle {\begin{array}{rrr}105&&-5\\&\nearrow \!\!\!\!\!\!\searrow &\cdot \downarrow \\102&&-2\\\hline (105-(-2)=102-(-5)=)107&&10\\\end{array}}}

#### 3. Fall: Eine Zahl über und eine Zahl unter einer Zehnerpotenz
In diesem Fall muss mit negativen Überträgen gerechnet werden. Ansonsten geht man analog zum 1. Fall vor.
Beispiel: {\displaystyle 88\cdot 102=8976}
{\displaystyle {\begin{array}{rrr}88&&12\\&\nearrow \!\!\!\!\!\!\searrow &\cdot \downarrow \\102&&-2\\\hline (88-(-2)=102-12=)90&&-24\\89&&76\end{array}}}
Erklärung: Um die −24 zu einer positiven Zahl zu machen, addiert man 100 (−24 + 100 = 76). Daraus folgt ein Übertrag von −1 zur 90 (90 − 1 = 89).

### Multiplikation mit 11
Zur einfachen Multiplikation einer Zahl mit 11 schreibt man die Zahl zweimal untereinander, wobei man sie um eine Ziffer versetzt. Anschließend wird ziffernweise addiert. Dabei können Überträge entstehen, wenn Zwischenergebnisse (die nur eine Ziffer repräsentieren) Werte größer als 9 annehmen.
Beispiel: {\displaystyle 423\cdot 11=4653}
{\displaystyle {\begin{array}{rrrrl}4&2&3&&\\&4&2&3&(+)\\\hline 4&6&5&3&\\\end{array}}}

Beispiel mit Übertrag: {\displaystyle 857\cdot 11=9427}
{\displaystyle {\begin{array}{rrrrl}8&5&7&&\\&8&5&7&(+)\\\hline 8&\mathbf {1} 3&\mathbf {1} 2&7&\\8&\mathbf {1} 4&2&7&(14=13+1(\mathrm {{\ddot {U}}bertrag} ))\\9&4&2&7&(9=8+1(\mathrm {{\ddot {U}}bertrag} ))\\\end{array}}}

### Division durch 9 mit Rest
Das Ergebnis einer Division durch 9 mit Rest erhält man schnell mit dem folgenden Verfahren: Die erste Ziffer des Ergebnisses ist die erste Ziffer der Zahl, die geteilt wird. Die zweite Ziffer des Ergebnisses ist die Summe aus der ersten und zweiten Ziffer der Zahl. Dies setzt man bis zur vorletzten Ziffer der Zahl fort. Dabei können Überträge entstehen, wenn Zwischenergebnisse, die nur eine Ziffer repräsentieren, Werte größer als 9 annehmen. Die Quersumme der Zahl ergibt den Rest. Dieser kann größer als 9 sein, sodass man anschließend eine weitere Division durchführen muss oder durch Übertragen den Rest reduzieren muss.
Einfaches Beispiel:
{\displaystyle {\begin{aligned}78:9&=7{\text{, Rest }}7+8\\&=7{\text{, Rest }}15\\&=7+1{\text{, Rest }}15-9\;(\mathrm {{\ddot {U}}bertrag\;des\;Rests} )\\&=8{\text{, Rest }}6\\\end{aligned}}}
Beispiel:
{\displaystyle {\begin{aligned}123:9&=1|1+2{\text{, Rest }}1+2+3\\&=13{\text{, Rest }}6\\\end{aligned}}}
Beispiel mit Übertrag:
{\displaystyle {\begin{aligned}791:9&=7|7+9{\text{, Rest }}7+9+1\\&=7|\mathbf {1} 6{\text{, Rest }}17\\&=8|6{\text{, Rest }}17\;(8=7+1(\mathrm {{\ddot {U}}bertrag} ))\\&=86+1{\text{, Rest }}17-9\;(\mathrm {{\ddot {U}}bertrag\;des\;Rests} )\\&=87{\text{, Rest }}8\\\end{aligned}}}

### Bruchrechnung
Mit dem Sutra „vertikal und kreuzweise“ lassen sich Brüche addieren und subtrahieren. Dabei ist der Nenner des Ergebnisses das Produkt der beiden Nenner. Der Zähler des Ergebnisses ergibt sich aus dem Zähler des ersten Bruchs mal den Nenner des zweiten Bruchs plus (oder minus) den Zähler des zweiten Bruchs mal Nenner des ersten Bruchs. Oder kurz: Zähler 1 mal Nenner 2 plus (oder minus) Zähler 2 mal Nenner 1.
Beispiel zur Addition: {\displaystyle {\frac {2}{3}}+{\frac {1}{5}}={\frac {2\cdot 5+1\cdot 3}{3\cdot 5}}={\frac {10+3}{15}}={\frac {13}{15}}}
Formel zur Addition: {\displaystyle {\frac {a}{b}}+{\frac {c}{d}}={\frac {a\cdot d+b\cdot c}{b\cdot d}}}

Beispiel zur Subtraktion: {\displaystyle {\frac {6}{7}}-{\frac {2}{3}}={\frac {6\cdot 3-2\cdot 7}{7\cdot 3}}={\frac {18-14}{21}}={\frac {4}{21}}}
Formel zur Subtraktion: {\displaystyle {\frac {a}{b}}-{\frac {c}{d}}={\frac {a\cdot d-b\cdot c}{b\cdot d}}}